# Роговин, Михаил Семёнович
Михаил Семёнович Роговин (27 октября 1921, Москва — сентябрь 1993, неизвестно) — советский и российский психолог, профессор, доктор психологических наук. Специалист в области военной и когнитивной психологии, в том числе истории и философии психологии, а также патопсихологии. Ветеран Великой Отечественной войны.
За всё время им было написано и опубликовано около 350 книг и учебных пособий. «Основы лингвистической психологии» закончить не успел в связи со смертью.

## Биография
Родился 27 октября 1921 года в Москве.
После поступления, обучался на механико-математическом факультете МГУ. Позже был призван в армию и прошёл всю Великую Отечественную войну, а также участвовал в войне с Японией. Был командиром танка, инструктором, военным переводчиком.
После окончания войны, Роговин окончил Военный институт иностранных языков, после чего поступал в аспирантуру по психологии в Московский государственный институт иностранных языков.
В 1956 году защитил кандидатскую диссертацию «Проблема понимания». С конца 1950-х и в начале 1960-х годов, Роговин работал в фундаментальной библиотеке по общественным наукам АН СССР. В 1960-х — на кафедре психологии в МГПИ им. В. И. Ленина. В 1970—1980-х годах являлся профессором на факультете психологии ЯрГУ.
В последние годы жизни был заведующим кафедрой психологии в Московском государственном лингвистическом университете. Имел несколько образований в таких учебных заведениях, как: «Московский государственный университет», «Военный институт иностранных языков» и «Московский государственный институт иностранных языков».
Скончался в сентябре 1993 года. Место смерти не известно.